# ケフェウス座RU星
ケフェウス座RU星（ケフェウスざRUせい、RU Cephei、RU Cep）は、ケフェウス座の脈動変光星である。

## 発見
ケフェウス座RU星が変光星であることは、セルゲイ・ブラツコとリディア・ツェラスキーが撮影した一連の写真から、1906年に発見された。

## 特徴
ケフェウス座RU星は、109日の周期で比較的規則的な変光を示す半規則型変光星である。変光範囲は、アメリカ変光星観測者協会によれば8.2等から9.1等の間とされる。ヒッパルコス衛星の大量のデータによって変光特性の決定精度が向上し、変光星総合カタログにおいてはヒッパルコス等級で8.40等から8.99等の間で変光するとしている。
ケフェウス座RU星は、変光に伴ってスペクトル型が変化する変光星である。かつてはK0型やK2型、場合によってはG6型と報告された。これを踏まえて、ケフェウス座RU星は半規則型変光星の中でも黄色巨星、黄色超巨星が分類されるSRD型とされていた。その後の観測によってM型から晩期K型の間で変化するということがわかってきた。典型的にはM型星であるとされ、変光星総合カタログでの分類もSR型となっている。

## 名称
「ケフェウス座RU星」という名称は、変光星の命名規則に従って付与されたもので、ケフェウス座で13番目の変光星であることを意味する。ボン掃天星表での番号はBD+84°19。